# Dominická hymna
Hymna Dominiky je píseň Isle of Beauty, Isle of Splendour (česky Ostrov krásy, ostrov nádhery). Byla přijata za státní hymnu v době vzniku státu roce 1967. Verše složil Wilfred Oscar Morgan Pond a hudbu zkomponoval Lemuel McPherson Christian.

## Text hymny
| Originální text | Český překlad |
| Isle of beauty, isle of splendour, Isle to all so sweet and fair, All must surely gaze in wonder At thy gifts so rich and rare. Rivers, valleys, hills and mountains, All these gifts we do extol. Healthy land, so like all fountains, Giving cheer that warms the soul. Dominica, God hath blest thee With a clime benign and bright, Pastures green and flowers of beauty Filling all with pure delight, And a people strong and healthy, Full of godly, rev'rent fear. May we ever seek to praise Thee For these gifts so rich and rare. Come ye forward, sons and daughters Of this gem beyond compare. Strive for honour, sons and daughters, Do the right, be firm, be fair. Toil with hearts and hands and voices. We must prosper! Sound the call, In which ev'ryone rejoices, „All for Each and Each for All“. | Ostrov krásy, ostrov nádhery, Ostrov všem tak milý a spravedlivý, Všichni musí jistě hledět s úžasem Na dárky tvoje, tak bohaté a vzácné. Řeky, údolí, kopce a hory, Všechny tyto dary my vychvalujeme. Zdravá půda, tak jako všechny fontány, Dávající radost, která ohřívá duši. Dominiko, Bůh požehnal tobě S klimatem neškodným a jasným, Pastvinami zelenými a květinami krásy Naplněnými s čistou radostí, A lidem silným a zdravým, Plný zbožného, pietního strachu. Kéž bychom se vždy snažili tě chválit Pro tyto dary, tak bohaté a vzácné. Pojďte dopředu, synové a dcery Z tohoto klenotu nesrovnatelného. Usilujte o čest, synové a dcery, Dělejte správné rozhodnutí, buďte pevní a spravedliví. Dřete srdcem, rukama a hlasy. Musíme prosperovat! Zní volání, Ve kterém se všichni radují, „Vše pro každého a každý pro všechno". |